# Großer Preis von Mexiko 1968
Der Große Preis von Mexiko 1968 (offiziell VII Gran Premio de México) fand am 3. November auf dem Autódromo Hermanos Rodríguez in Mexiko-Stadt statt und war das zwölfte und letzte Rennen der Automobil-Weltmeisterschaft 1968.

## Berichte

### Hintergrund
Vor dem letzten Lauf des Jahres hatten noch drei Piloten Chancen auf den Weltmeistertitel. Dies waren der in der WM-Wertung führenden Graham Hill, der Titelverteidiger Denis Hulme sowie Jackie Stewart, der sich mit seinem Sieg beim Großen Preis der USA vier Wochen zuvor den Anschluss an die Spitze bewahrt hatte.
Der dritte Werks-Lotus, den das Team zu den Übersee-Rennen mitgenommen hatte, wurde an diesem Wochenende mit dem einheimischen Gaststarter Moisés Solana besetzt. Es wurde seine letzte Grand-Prix-Teilnahme.
Jacky Ickx kehrte nach auskurierter Beinverletzung wieder ins Ferrari-Cockpit zurück.
Joakim Bonnier meldete nach zahlreichen Einsätzen eines technisch veralteten McLaren M5A für dieses Rennen einen Honda 301 für sein Privatteam.

### Training
Joseph Siffert sicherte sich im privaten Lotus 49 die Pole-Position vor Chris Amon im Ferrari 312. Die zweite Reihe teilten sich die beiden WM-Rivalen Hill und Hulme. Der dritte Titelaspirant Stewart musste sich mit dem siebten Startplatz hinter Dan Gurney und John Surtees begnügen.

### Rennen
Die aus der ersten Reihe startenden Piloten wurden unmittelbar nach dem Fallen der Startflagge von Hill überholt, der seinerseits noch vor der ersten Kurve vom gut gestarteten Surtees überholt wurde. Noch im Laufe der ersten Runde eroberte er jedoch die Führung zurück. Stewart hatte sich unterdessen auf dem dritten Rang vor Amon, Hulme, Pedro Rodríguez und Jochen Rindt positioniert.
Während der ersten Runden kam es zu zahlreichen Positionsverschiebungen. Surtees fiel aufgrund eines Motorproblems zurück und Rindt schied mit defekter Zündung aus. Ein ähnliches Problem beendete auch bereits nach zwei Runden das Rennen von Ickx.
Für einige Runden übernahm Stewart die Führung vor Hill und Hulme, womit die drei WM-Kontrahenten auf den ersten drei Positionen lagen. Hulme fiel jedoch wegen eines Aufhängungsschadens aus dieser Spitzengruppe heraus, indem er zunächst von Siffert überholt wurde und schließlich in der elften Runde in die Leitplanken prallte.
Der Kampf um die Weltmeisterschaft hatte sich somit zu einem Duell zwischen Hill und Stewart entwickelt, in das Siffert eingriff, indem er in der 22. Runde die Führung übernahm. Ein Boxenstopp wegen eines technischen Defektes warf ihn jedoch wenig später zurück.
Stewart hatte als Zweiter einen großen Vorsprung vor dem Rest des Feldes, fiel jedoch wegen eines Problems mit der Kraftstoffversorgung sukzessive zurück und wurde in Runde 51 vom drittplatzierten Jack Brabham sowie von Bruce McLaren überholt.
Nachdem Brabham sowie Johnny Servoz-Gavin ausgeschieden waren, erreichte der zweite Lotus-Werksfahrer Jackie Oliver den dritten Platz hinter dem neuen Weltmeister Hill und McLaren. Stewart wurde letztendlich Siebter.
Es war Hills zweiter WM-Gewinn nach 1962 sowie der dritte Konstrukteurs-Titel für Lotus nach 1963 und 1965.

## Meldeliste
| Team                          | Nr. | Fahrer               | Chassis            | Motor                    | Reifen |
| ----------------------------- | --- | -------------------- | ------------------ | ------------------------ | ------ |
| Bruce McLaren Motor Racing    | 01  | Denis Hulme          | McLaren M7A        | Ford Cosworth DFV 3.0 V8 | G      |
| Bruce McLaren Motor Racing    | 02  | Bruce McLaren        | McLaren M7A        | Ford Cosworth DFV 3.0 V8 | G      |
| Brabham Racing Organisation   | 03  | Jack Brabham         | Brabham BT26       | Repco 860 3.0 V8         | G      |
| Brabham Racing Organisation   | 04  | Jochen Rindt         | Brabham BT26       | Repco 860 3.0 V8         | G      |
| Honda Racing                  | 05  | John Surtees         | Honda RA301        | Honda RA301E 3.0 V12     | F      |
| Scuderia Ferrari SpA SEFAC    | 06  | Chris Amon           | Ferrari 312 (1968) | Ferrari 242C 3.0 V12     | F      |
| Scuderia Ferrari SpA SEFAC    | 07  | Jacky Ickx           | Ferrari 312 (1968) | Ferrari 242C 3.0 V12     | F      |
| Owen Racing Organisation      | 08  | Pedro Rodríguez      | BRM P133           | BRM P142 3.0 V12         | G      |
| Matra Sports                  | 09  | Henri Pescarolo      | Matra MS11         | Matra MS9 3.0 V12        | D      |
| Matra Sports                  | 21  | Jean-Pierre Beltoise | Matra MS11         | Matra MS9 3.0 V12        | D      |
| Gold Leaf Team Lotus          | 10  | Graham Hill          | Lotus 49B          | Ford Cosworth DFV 3.0 V8 | F      |
| Gold Leaf Team Lotus          | 11  | Jackie Oliver        | Lotus 49B          | Ford Cosworth DFV 3.0 V8 | F      |
| Gold Leaf Team Lotus          | 12  | Moisés Solana        | Lotus 49B          | Ford Cosworth DFV 3.0 V8 | F      |
| Anglo American Racers         | 14  | Dan Gurney           | McLaren M7A        | Ford Cosworth DFV 3.0 V8 | G      |
| Matra International (Tyrrell) | 15  | Jackie Stewart       | Matra MS10         | Ford Cosworth DFV 3.0 V8 | D      |
| Matra International (Tyrrell) | 23  | Johnny Servoz-Gavin  | Matra MS10         | Ford Cosworth DFV 3.0 V8 | D      |
| Rob Walker Racing             | 16  | Joseph Siffert       | Lotus 49B          | Ford Cosworth DFV 3.0 V8 | F      |
| Joakim Bonnier Racing Team    | 17  | Joakim Bonnier       | Honda RA301        | Honda RA301E 3.0 V12     | G      |
| Cooper Car Company            | 18  | Vic Elford           | Cooper T86B        | BRM P142 3.0 V12         | G      |
| Cooper Car Company            | 19  | Lucien Bianchi       | Cooper T86B        | BRM P142 3.0 V12         | G      |
| Reg Parnell Racing            | 22  | Piers Courage        | BRM P126           | BRM P142 3.0 V12         | G      |

## Klassifikationen

### Startaufstellung
| Pos. | Fahrer               | Konstrukteur  | Zeit    | Ø-Geschwindigkeit | Start |
| ---- | -------------------- | ------------- | ------- | ----------------- | ----- |
| 01   | Joseph Siffert       | Lotus-Ford    | 1:45,22 | 171,070 km/h      | 01    |
| 02   | Chris Amon           | Ferrari       | 1:45,62 | 170,422 km/h      | 02    |
| 03   | Graham Hill          | Lotus-Ford    | 1:46,01 | 169,795 km/h      | 03    |
| 04   | Denis Hulme          | McLaren-Ford  | 1:46,04 | 169,747 km/h      | 04    |
| 05   | Dan Gurney           | McLaren-Ford  | 1:46,29 | 169,348 km/h      | 05    |
| 06   | John Surtees         | Honda         | 1:46,49 | 169,030 km/h      | 06    |
| 07   | Jackie Stewart       | Matra-Ford    | 1:46,69 | 168,713 km/h      | 07    |
| 08   | Jack Brabham         | Brabham-Repco | 1:46,80 | 168,539 km/h      | 08    |
| 09   | Bruce McLaren        | McLaren-Ford  | 1:47,00 | 168,224 km/h      | 09    |
| 10   | Jochen Rindt         | Brabham-Repco | 1:47,07 | 168,114 km/h      | 10    |
| 11   | Moisés Solana        | Lotus-Ford    | 1:47,67 | 167,177 km/h      | 11    |
| 12   | Pedro Rodríguez      | B.R.M.        | 1:47,80 | 166,976 km/h      | 12    |
| 13   | Jean-Pierre Beltoise | Matra         | 1:48,38 | 166,082 km/h      | 13    |
| 14   | Jackie Oliver        | Lotus-Ford    | 1:48,44 | 165,990 km/h      | 14    |
| 15   | Jacky Ickx           | Ferrari       | 1:49,24 | 164,775 km/h      | 15    |
| 16   | Johnny Servoz-Gavin  | Matra-Ford    | 1:49,27 | 164,730 km/h      | 16    |
| 17   | Vic Elford           | Cooper-B.R.M. | 1:49,48 | 164,414 km/h      | 17    |
| 18   | Joakim Bonnier       | Honda         | 1:49,96 | 163,696 km/h      | 18    |
| 19   | Piers Courage        | B.R.M.        | 1:50,28 | 163,221 km/h      | 19    |
| 20   | Henri Pescarolo      | Matra         | 1:50,43 | 162,999 km/h      | 20    |
| 21   | Lucien Bianchi       | Cooper-B.R.M. | 1:50,57 | 162,793 km/h      | 21    |

### Rennen
| Pos. | Fahrer               | Konstrukteur  | Runden | Stopps | Zeit       | Start | Schnellste Runde |
| ---- | -------------------- | ------------- | ------ | ------ | ---------- | ----- | ---------------- |
| 01   | Graham Hill          | Lotus-Ford    | 65     | 0      | 1:56:43,95 | 03    |                  |
| 02   | Bruce McLaren        | McLaren-Ford  | 65     | 0      | + 1:19,32  | 09    |                  |
| 03   | Jackie Oliver        | Lotus-Ford    | 65     | 0      | + 1:40,65  | 14    |                  |
| 04   | Pedro Rodríguez      | B.R.M.        | 65     | 0      | + 1:41,09  | 12    |                  |
| 05   | Joakim Bonnier       | Honda         | 64     | 0      | + 1 Runde  | 18    |                  |
| 06   | Joseph Siffert       | Lotus-Ford    | 64     | 1      | + 1 Runde  | 01    | 1:44,23 (52.)    |
| 07   | Jackie Stewart       | Matra-Ford    | 64     | 0      | + 1 Runde  | 07    |                  |
| 08   | Vic Elford           | Cooper-B.R.M. | 63     | 0      | + 2 Runden | 17    |                  |
| 09   | Henri Pescarolo      | Matra         | 62     | 0      | + 3 Runden | 20    |                  |
| 10   | Jack Brabham         | Brabham-Repco | 59     | 0      | DNF        | 08    |                  |
| –    | Johnny Servoz-Gavin  | Matra-Ford    | 57     | 0      | DNF        | 16    |                  |
| –    | Dan Gurney           | McLaren-Ford  | 28     | 0      | DNF        | 05    |                  |
| –    | Piers Courage        | B.R.M.        | 25     | 0      | DNF        | 19    |                  |
| –    | Lucien Bianchi       | Cooper-B.R.M. | 21     | 0      | DNF        | 21    |                  |
| –    | John Surtees         | Honda         | 17     | 1      | DNF        | 06    |                  |
| –    | Chris Amon           | Ferrari       | 16     | 0      | DNF        | 02    |                  |
| –    | Moisés Solana        | Lotus-Ford    | 14     | 0      | DNF        | 11    |                  |
| –    | Denis Hulme          | McLaren-Ford  | 10     | 0      | DNF        | 04    |                  |
| –    | Jean-Pierre Beltoise | Matra         | 10     | 0      | DNF        | 13    |                  |
| –    | Jacky Ickx           | Ferrari       | 3      | 0      | DNF        | 16    |                  |
| –    | Jochen Rindt         | Brabham-Repco | 2      | 0      | DNF        | 10    |                  |

## WM-Stände nach dem Rennen
Die ersten sechs des Rennens bekamen 9, 6, 4, 3, 2, 1 Punkte. Die besten fünf Ergebnisse der ersten sechs und der zweiten sechs Rennen zählten zur Meisterschaft. In der Konstrukteurswertung zählten dabei nur die Punkte des bestplatzierten Fahrers eines Teams.

### Fahrerwertung
| Pos. | Fahrer                | Konstrukteur                                 | Punkte |
| ---- | --------------------- | -------------------------------------------- | ------ |
| 01   | Graham Hill           | Lotus-Ford                                   | 48     |
| 02   | Jackie Stewart        | Matra-Ford                                   | 36     |
| 03   | Denis Hulme           | McLaren-Ford                                 | 33     |
| 04   | Jacky Ickx            | Ferrari                                      | 27     |
| 05   | Bruce McLaren         | McLaren-Ford                                 | 22     |
| 06   | Pedro Rodríguez       | B.R.M.                                       | 18     |
| 07   | Joseph Siffert        | Lotus-Ford / Cooper-Maserati                 | 12     |
| 08   | John Surtees          | Honda                                        | 12     |
| 09   | Jean-Pierre Beltoise  | Matra                                        | 11     |
| 10   | Chris Amon            | Ferrari                                      | 10     |
| 11   | Jim Clark †           | Lotus-Ford                                   | 9      |
| 12   | Jochen Rindt          | Brabham-Repco                                | 8      |
| 13   | Johnny Servoz-Gavin   | Matra-Ford                                   | 6      |
| 14   | Jackie Oliver         | Lotus-Ford                                   | 6      |
| 15   | Richard Attwood       | B.R.M.                                       | 6      |
| 16   | Ludovico Scarfiotti † | Cooper-B.R.M.                                | 6      |
| 17   | Lucien Bianchi        | Cooper-B.R.M.                                | 5      |
| 18   | Vic Elford            | Cooper-B.R.M.                                | 5      |
| 19   | Piers Courage         | B.R.M.                                       | 4      |
| 20   | Brian Redman          | Cooper-B.R.M.                                | 4      |
| 21   | Dan Gurney            | McLaren-Ford / Eagle-Weslake / Brabham-Repco | 3      |

| Pos. | Fahrer            | Konstrukteur                     | Punkte |
| ---- | ----------------- | -------------------------------- | ------ |
| 22   | Joakim Bonnier    | McLaren-B.R.M. / Cooper-Maserati | 3      |
| 23   | Jack Brabham      | Brabham-Repco                    | 2      |
| 24   | Silvio Moser      | Brabham-Repco                    | 2      |
| 25   | John Love         | Brabham-Repco                    | 0      |
| 26   | Hubert Hahne      | Lola-BMW                         | 0      |
| 27   | Kurt Ahrens       | Brabham-Repco                    | 0      |
| –    | Jackie Pretorius  | Brabham-Climax                   | 0      |
| –    | Sam Tingle        | LDS-Repco                        | 0      |
| –    | Basil van Rooyen  | Cooper-Climax                    | 0      |
| –    | Andrea de Adamich | Ferrari                          | 0      |
| –    | Mike Spence †     | B.R.M.                           | 0      |
| –    | Dave Charlton     | Brabham-Repco                    | 0      |
| –    | Jo Schlesser †    | Honda                            | 0      |
| –    | Robin Widdows     | Cooper-B.R.M.                    | 0      |
| –    | David Hobbs       | Honda                            | 0      |
| –    | Derek Bell        | Ferrari                          | 0      |
| –    | Henri Pescarolo   | Matra                            | 0      |
| –    | Bill Brack        | Lotus-Ford                       | 0      |
| –    | Bobby Unser       | B.R.M.                           | 0      |
| –    | Mario Andretti    | Lotus-Ford                       | 0      |
| –    | Moisés Solana     | Lotus-Ford                       | 0      |

### Konstrukteurswertung
| Pos. | Konstrukteur  | Punkte |
| ---- | ------------- | ------ |
| 01   | Lotus-Ford    | 62     |
| 02   | McLaren-Ford  | 49     |
| 03   | Matra-Ford    | 45     |
| 04   | Ferrari       | 32     |
| 05   | B.R.M.        | 28     |
| 06   | Honda         | 14     |
| 07   | Cooper-B.R.M. | 14     |
| 08   | Brabham-Repco | 10     |

| Pos. | Konstrukteur    | Punkte |
| ---- | --------------- | ------ |
| 09   | Matra           | 8      |
| 10   | McLaren-B.R.M.  | 3      |
| 11   | Cooper-Maserati | 0      |
| 12   | Eagle-Weslake   | 0      |
| 13   | Lola-BMW        | 0      |
| –    | Brabham-Climax  | 0      |
| –    | LDS-Repco       | 0      |